# Kuka (Ort)

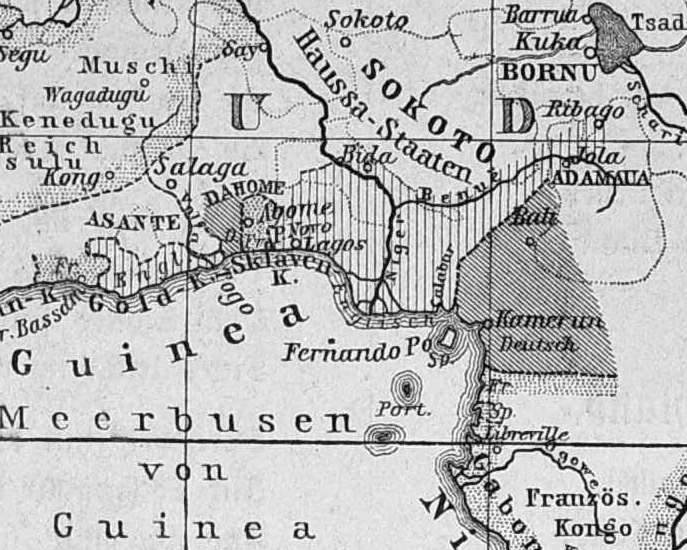
Lage von Bornu mit der Hauptstadt Kuka auf einer deutschen Karte von 1891 (oben rechts)

Kuka (Kukaua, Kukawa) ist eine Ortschaft im Nordosten des Bundesstaates Borno in Nigeria. Sie liegt im mittleren Sudan, unweit des Tschadsees.
Gegründet wurde die Ortschaft um 1814 als Residenzort einer neuen Herrscherdynastie unter Scheich Muhammad al-Amîn al-Kânemî im zentralafrikanischen Reich Bornu. Benannt ist Kukaua, einer Sage nach, nach dem Affenbrotbaum (Adansonia digitata L.; in der Hausa-Sprache: „Kuka“).
Kuka bestand aus zwei unterschiedlichen, etwa einen Kilometer voneinander entfernten Städten. In der westlichen Stadt (Fläche etwa 4 km²) wohnten die meisten Menschen und hier wurde auch der meiste Handel getrieben. Die östliche Stadt umfasste im Wesentlichen die Paläste des Scheich. Die Bevölkerung schätzte man auf etwa 50.000 bis 60.000, mit den Vorstädten auf 100.000 Einwohner. An den wöchentlich stattfindenden Markttagen vermehrte sie sich um mehr als 10.000, die meist am Sklavenhandel beteiligt waren.
Während einer englischen Expedition zur Eröffnung von Handelsbeziehungen zu den wichtigeren Königreichen Mittelafrikas machte der deutsche Afrikaforscher Heinrich Barth im April und August 1851 zweimal längere Station in Kukaua. Seine zeitgenössischen Beobachtungen geben Auskunft über die reiche Geschichte Bornus mit seiner Hauptstadt Kukaua, den Ethnien und seinen wichtigsten Handelsgütern. 1870 und 1872 unternahm der deutsche Afrikareisende Gustav Nachtigal zwei Reisen nach Kuka, die er in seinen Briefen an seine Familie in Deutschland beschreibt.
1894 wurde die Stadt von Rabeh, dem Herrscher von Bornu, erobert und zerstört.